# Bonnet-traverse

Voorbeeld illustratie van een traverse (A) en bonnet-traverse (B) op de face van een vestingwerk.

Een bonnet-traverse in de vestingbouw is een traverse aan de facen van een saillant die door zijn ligging beide saillanten dekking geeft.
Doordat de bonnet-traverse hoger ligt dan de vuurlinie en bovendien verlengd is tot over de borstwering, biedt een bonnet-traverse extra dekking voor de verdedigers tegen waarneming en vuurlinie van de belegeraar.